# Pokal Slovenije 1993/94
Der Pokal Slovenije 1993/94 war die dritte Austragung des slowenischen Fußballpokalwettbewerbs der Herren. Pokalsieger wurde der NK Branik Maribor, der sich in den beiden Finalspielen gegen den NK Mura durchsetzte. Der Sieger erhielt einen Startplatz im Europapokal der Pokalsieger 1994/95.

## Modus
In den ersten beiden Runden wurde der Sieger in einem Spiel ermittelt. Stand es nach der regulären Spielzeit von 90 Minuten unentschieden, kam es direkt zum Elfmeterschießen. Ab dem Viertelfinale wurden die Begegnungen in Hin- und Rückspiel ausgetragen.

## Teilnehmer
| Nogometna Liga 1992/93      |
| --------------------------- |
| ND Petrošnik Beltinci       |
| NK Publikum Celje           |
| ND HIT Gorica               |
| NK Belvedur Izola           |
| FC Koper Capodistria        |
| NK Naftan Lenvada           |
| NK Železničar Ljubljana     |
| NK Olimpija Ljubljana       |
| ND Slovan Mavrica Ljubljana |
| NK Branik Maribor           |
| NK Železničar Maribor       |
| NK Mura                     |
| NK Živila Naklo             |
| NK Steklar                  |
| NK Elan                     |
| NK Svoboda                  |
| NK Rudar Velenje            |
| NK Elektroelement Zagorje   |

| Sieger des Regionalpokals | Sieger des Regionalpokals              |
| ------------------------- | -------------------------------------- |
| MNZ Celje                 | NK Šmartno ob Paki                     |
| MNZ Koper                 | NK Jadran Dekani                       |
| MNZG Kranj                | NK Jesenice, NK Lesce                  |
| MNZ Lendava               | NK Turnišče                            |
| MNZ Ljubljana             | NK Rudar Trbovle, NK Šmartno Ljubljana |
| MNZ Maribor               | NK Dravograd, NK Rače                  |
| MNZ Murska Sobota         | NK Veržej, NK Goričanka Rogašovci      |
| MNZ Nova Gorica           | NK Primorje Ajdovščina                 |
| MNZ Ptuj                  | NK Drava Ptuj, NK Aluminij             |

## 1. Runde
|                           | Ergebnis        |                             |
| ------------------------- | --------------- | --------------------------- |
| NK Drava Ptuj             | 1:8             | NK Belvedur Izola           |
| NK Branik Maribor         | 2:0             | NK Železničar Ljubljana     |
| NK Železničar Maribor     | 1:2             | NK Steklar                  |
| NK Rače                   | 2:2 (3:4 i. E.) | NK Jadran Dekani            |
| NK Aluminij               | 2:2 (2:4 i. E.) | NK Rudar Trbovle            |
| NK Dravograd              | 1:4             | NK Rudar Velenje            |
| NK Goričanka Rogašovci    | 1:2             | ND Slovan Mavrica Ljubljana |
| NK Turnišče               | 0:1             | NK Šmartno Ljubljana        |
| NK Publikum Celje         | 2:0             | NK Primorje Ajdovščina      |
| ND Petrošnik Beltinci     | 3:0             | NK Svoboda                  |
| NK Lesce                  | 0:2             | NK Mura                     |
| NK Elektroelement Zagorje | 2:2 (3:2 i. E.) | NK Naftan Lenvada           |
| NK Jesenice               | 00:3 1          | NK Veržej                   |
| NK Elan                   | 2:1             | NK Šmartno ob Paki          |
| ND HIT Gorica             | 2:4             | NK Olimpija Ljubljana       |
| NK Živila Naklo           | 3:2             | FC Koper Capodistria        |

## Achtelfinale
|                             | Ergebnis        |                           |
| --------------------------- | --------------- | ------------------------- |
| NK Veržej                   | 0:2             | NK Olimpija Ljubljana     |
| NK Mura                     | 2:0             | NK Publikum Celje         |
| NK Šmartno Ljubljana        | 0:4             | NK Elan                   |
| NK Rudar Velenje            | 1:3             | NK Branik Maribor         |
| NK Rudar Trbovle            | 2:0             | NK Jadran Dekani          |
| NK Belvedur Izola           | 1:1 (2:4 i. E.) | ND Petrošnik Beltinci     |
| NK Steklar                  | 2:1             | NK Elektroelement Zagorje |
| ND Slovan Mavrica Ljubljana | 1:4             | NK Živila Naklo           |

## Viertelfinale
|                       | Gesamt          |                   | Hinspiel | Rückspiel |
| --------------------- | --------------- | ----------------- | -------- | --------- |
| NK Olimpija Ljubljana | 1:0             | NK Živila Naklo   | 1:0      | 0:0       |
| NK Steklar            | 1:1 (3:5 i. E.) | NK Elan           | 1:0      | 0:1       |
| NK Rudar Trbovle      | 1:3             | NK Mura           | 0:0      | 1:2       |
| ND Petrošnik Beltinci | 3:8             | NK Branik Maribor | 2:4      | 1:4       |

## Halbfinale
|                       | Gesamt |         | Hinspiel | Rückspiel |
| --------------------- | ------ | ------- | -------- | --------- |
| NK Branik Maribor     | 6:0    | NK Elan | 1:0      | 5:0       |
| NK Olimpija Ljubljana | 1:3    | NK Mura | 1:2      | 0:1       |

## Finale

### Hinspiel
| Paarung        | NK Mura – NK Branik Maribor       |
| Ergebnis       | 1:0 (0:0)                         |
| Datum          | 8. Juni 1994                      |
| Stadion        | Fazanerija-Stadion, Murska Sobota |
| Zuschauer      | 6.000                             |
| Schiedsrichter | Štefan Tivold                     |
| Tore           | 1:0 Vladimir Kokol (20.)          |

### Rückspiel
| Paarung        | NK Branik Maribor – NK Mura                                                                   |
| Ergebnis       | 3:1 (1:0)                                                                                     |
| Datum          | 15. Juni 1994                                                                                 |
| Stadion        | Stadion Ljudski vrt, Maribor                                                                  |
| Zuschauer      | 10.000                                                                                        |
| Schiedsrichter | Milan Mitrović                                                                                |
| Tore           | 1:0 Peter Binkovski (27.) 2:0 Mato Stanić (53.) 3:0 Kliton Bozgo (67.) 3:1 Robert Belec (80.) |